# Hexatoma (Eriocera) chrysopteroides
Hexatoma (Eriocera) chrysopteroides is een tweevleugelige uit de familie steltmuggen (Limoniidae). De soort komt voor in het Neotropisch gebied.